# Léon Walras

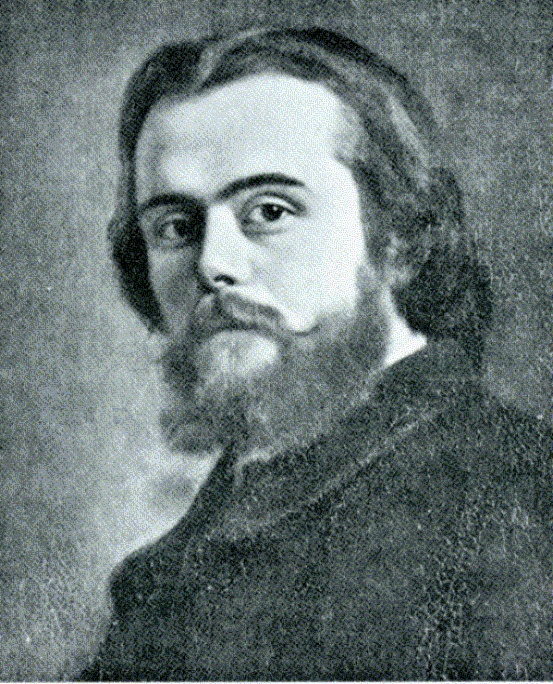
Léon Walras

Marie-Esprit-Léon Walras (16 tháng 10 năm 1834 ở Évreux, Pháp - 5 tháng 1 năm 1910 ở Clarens, gần Montreux, Thụy Sĩ) là một nhà kinh tế học người Pháp, được quan tâm bởi Joseph Schumpeter như là "the greatest of all economists". Ông là một nhà toán học về kinh tế kết hợp với những sáng tạo trong lý thuyết tổng bình quân.

## Lý thuyết cân bằng tổng quát của Walras
- Lý thuyết cân bằng tổng quát là một nhánh của kinh tế học lý thuyết, được xem là thuộc kinh tế vi mô. Lý thuyết này tìm cách giải thích cung, cầu và giá của tổng thể một nền kinh tế với rất nhiều thị trường của rất nhiều mặt hàng. Lý thuyết này chứng minh rằng giá cân bằng của các mặt hàng có tồn tại, và rằng khi giá thị trường của tất cả các mặt hàng đạt tới trạng thái cân bằng thì nền kinh tế đó đạt tới cân bằng tổng thể. Trạng thái cân bằng tổng thể là trái ngược với trạng thái cân bằng từng phần. Lý thuyết này là có tính chất trừu tượng, nhưng là một lý thuyết có ích nếu xét các giá cân bằng trong dài hạn và nhìn nhận giá thật như là một độ lệch của điểm cân bằngBiography and major works Lưu trữ ngày 25 tháng 10 năm 2005 tại Wayback Machine
- Other biography